# 非24時間睡眠覚醒症候群
非24時間睡眠覚醒症候群（ひ24じかんすいみんかくせいしょうこうぐん、英:non-24-hour sleep-wake syndrome）とは、概日リズム睡眠障害の症状のひとつ。24時間の明暗周期と同調しない概日リズムのため、不眠や過度の眠気が出現する時期と無症候期が交代で出現する。
非24時間の周期の長さは24時間より短い可能性もあるが、典型的には入眠できる時間が毎日およそ1時間後退していく。以下では典型的な場合について述べる。
光など外界のリズムへの同調が不十分であり、日中の活動の増加や規則的な生活習慣で改善がみられることがある。また、メラトニンも用いられる。

## 症状
入眠できる時間が毎日およそ1時間後退していく。一定の時刻に入眠することが難しいため、夜間の不眠と日中の眠気で社会的な活動が困難な周期が訪れる。睡眠時刻が一定でないため、社会への適応ができない。眠気、注意力の低下、集中を持続することが困難となり、疲労感や倦怠感が生じる。慢性疲労症候群と診断されることもあるが、ずれていくリズムに合わせていればこの症状は消える。

## 原因

### 視覚障害
全盲の患者で初めて報告された後、視覚に障害がない人々でも報告された。光による体内時計の同調ができず、入眠時刻が遅れていく。

### 正常視覚者
睡眠相後退症候群と同様の睡眠相の遅れが見られ、非24時間との移行が確認されている。27時間という長い睡眠周期も確認されている。
しかし、非視覚障害の非24時間の原因は視覚障害によるものよりも多要素的である。
生来的に内分泌の周期が長い可能性も考えられ、非24時間患者は健常な人よりもメラトニン分泌リズムと体温リズムの周期が有意に長かったことが実験によって示された。
男性や、思春期から青年期の人に多い。

## 治療
外界への同調が不十分であり、外出、一定時刻の散歩によって日中に活動を増やしたり、規則的な食事や入床などの生活習慣だけで改善がみられることがある。
光療法は、自然に覚醒した後ではなく、朝の一定時刻に行う。
メラトニンというホルモンは夜間に血中濃度が高く、昼間には低いため、メラトニンの投与が行われており、夕方の一定時刻に0.2mgや、入眠時刻の1-2時間前に投与する方法がある。25.1時間睡眠周期をもつ全盲の患者で、0.5mgのメラトニンの服用により、睡眠のリズムは24.1時間となり14か月後にも同様であった。
メラトニンには、睡眠の位相変化作用と催眠作用があり、就寝前に投与した場合には催眠作用を起こす。位相変化させるにはメラトニンの分泌が少ない時間に投与し少量でよく、メラトニンの投与は通常のリズムの場合夕刻の投与で位相は前進し（早く寝て早く起きる方へ）、早朝から午前では後退する（遅く寝て遅く起きる方へ）。（メラトニン#作用）
タシメルテオンは、非24時間睡眠覚醒症候群に有効性が認められ、アメリカで承認されている。
睡眠薬での正常化は難しい。

## 合併症
発症後に、うつ病の症状が現れる場合がある。セロトニンは気分障害・統合失調症・薬物依存などの病態に関与しているため、その影響ではないかとも言われている。